# Ban Pháp chế Hội đồng nhân dân thành phố Hà Nội
Ban Pháp chế Hội đồng nhân dân thành phố Hà Nội là cơ quan chuyên trách của Hội đồng nhân dân thành phố Hà Nội, có chức năng giám sát về tình hình thực thi pháp luật trong các hoạt động bổ trợ tư pháp ở lĩnh vực công chứng và thừa phát lại, an ninh trật tự,... và trong lĩnh vực tư pháp trên địa bàn thành phố Hà Nội.

## Nhiệm vụ và quyền hạn
Ban Pháp chế Hội đồng nhân dân thành phố có quyền hạn và nhiệm vụ sau:
- Tham gia chuẩn bị nội dung kỳ họp của Hội đồng nhân dân liên quan đến lĩnh vực thi hành pháp luật, quốc phòng, an ninh, trật tự, an toàn xã hội, xây dựng chính quyền địa phương và quản lý địa giới hành chính.
- Thẩm tra dự thảo nghị quyết, báo cáo, đề án liên quan đến lĩnh vực thi hành pháp luật, quốc phòng, an ninh, trật tự, an toàn xã hội, xây dựng chính quyền địa phương và quản lý địa giới hành chính do Hội đồng nhân dân hoặc Thường trực Hội đồng nhân dân phân công.
- Giúp Hội đồng nhân dân giám sát hoạt động của Tòa án nhân dân, Viện kiểm sát nhân dân thành phố; giám sát hoạt động của Ủy ban nhân dân và các cơ quan chuyên môn thuộc Ủy ban nhân dân thành phố về lĩnh vực thi hành pháp luật, quốc phòng, an ninh, trật tự, an toàn xã hội, xây dựng chính quyền địa phương và quản lý địa giới hành chính; giám sát hoạt động của cơ quan nhà nước, tổ chức kinh tế, xã hội, đơn vị vũ trang và công dân trong việc thi hành Hiến pháp, luật, văn bản của cơ quan nhà nước cấp trên và nghị quyết của Hội đồng nhân dân thành phố về lĩnh vực thi hành pháp luật, quốc phòng, an ninh, trật tự, an toàn xã hội, xây dựng chính quyền địa phương và quản lý địa giới hành chính do Hội đồng nhân dân hoặc Thường trực Hội đồng nhân dân phân công.
- Tổ chức khảo sát tình hình thực hiện các quy định của pháp luật về lĩnh vực lĩnh vực thi hành pháp luật, quốc phòng, an ninh, trật tự, an toàn xã hội, xây dựng chính quyền địa phương và quản lý địa giới hành chính do Hội đồng nhân dân hoặc Thường trực Hội đồng nhân dân phân công.
- Tham gia xây dựng kế hoạch tuyên truyền, giáo dục pháp luật và kiến nghị với Hội đồng nhân dân về những biện pháp bảo đảm thi hành pháp luật ở địa phương.
- Báo cáo kết quả hoạt động giám sát với Thường trực Hội đồng nhân dân và Hội đồng nhân dân.

## Bầu cử
Ban pháp chế do Hội đồng nhân dân thành phố bầu ra trong kỳ họp đầu tiên của Hội đồng nhân dân thành phố. Hội đồng nhân dân thành phố có quyền bãi nhiệm hoặc bổ nhiệm thành viên trong ban pháp chế.
Thường trực Hội đồng nhân dân có thể quyết định thay Hội đồng nhân dân trong khi không họp và trình quyết định bổ nhiệm hoặc bãi nhiệm cho Hội đồng nhân dân vào phiên họp kế tiếp.

## Tổ chức
Ban Pháp chế gồm:
- Trưởng ban
- Phó Trưởng ban
- Các Ủy viên

Tổ chức Ban pháp chế của thành phố hiện nay:
- Trưởng ban:
Nguyễn Hoài Nam
- Phó Trưởng ban: 
Bùi Huyền Mai
Lê Thị Hà
Nguyễn Nguyên Quân
- Ủy viên:
Nguyễn Quốc Khánh
Hoàng Công Khôi
Nguyễn Lan Hương
Nguyễn Lan Hương
Nguyễn Văn Tài
Trần Thị Thanh Nhàn
Nguyễn Xuân Diên
Tô Văn Cường
Nguyễn Duy Hồng
Lưu Quang Hợi